# Denis Jurjewitsch Sokolow
Denis Jurjewitsch Sokolow (russisch Денис Юрьевич Соколов; * 27. Januar 1977 in Swerdlowsk, Russische SFSR) ist ein russischer Eishockeyspieler, der zuletzt beim HK Jugra Chanty-Mansijsk  in der Kontinentalen Hockey-Liga unter Vertrag stand.

## Karriere
Denis Sokolow begann seine Karriere als Eishockeyspieler in seiner Heimatstadt in der Nachwuchsabteilung von Dinamo-Energija Jekaterinburg, für dessen Profimannschaft er in der Saison 1993/94 sein Debüt in der Internationalen Hockey-Liga gab. Bei seinem einzigen Saisoneinsatz gab er eine Torvorlage. In der Folgezeit spielte der Verteidiger ausschließlich für die zweite Mannschaft von Dinamo-Energija in der drittklassigen Perwaja Liga, ehe er zwischen 1997 und 2001 als Stammspieler für seine Mannschaft in der Superliga auf dem Eis stand. Zur Saison 2001/02 wechselte er innerhalb der Superliga zu Ak Bars Kasan. Mit seiner neuen Mannschaft erreichte er auf Anhieb das Playoff-Finale, in dem er sich mit Kasan dem Gegner Lokomotive Jaroslawl in der Best-of-Seven-Serie mit einem Sweep unterlag. 

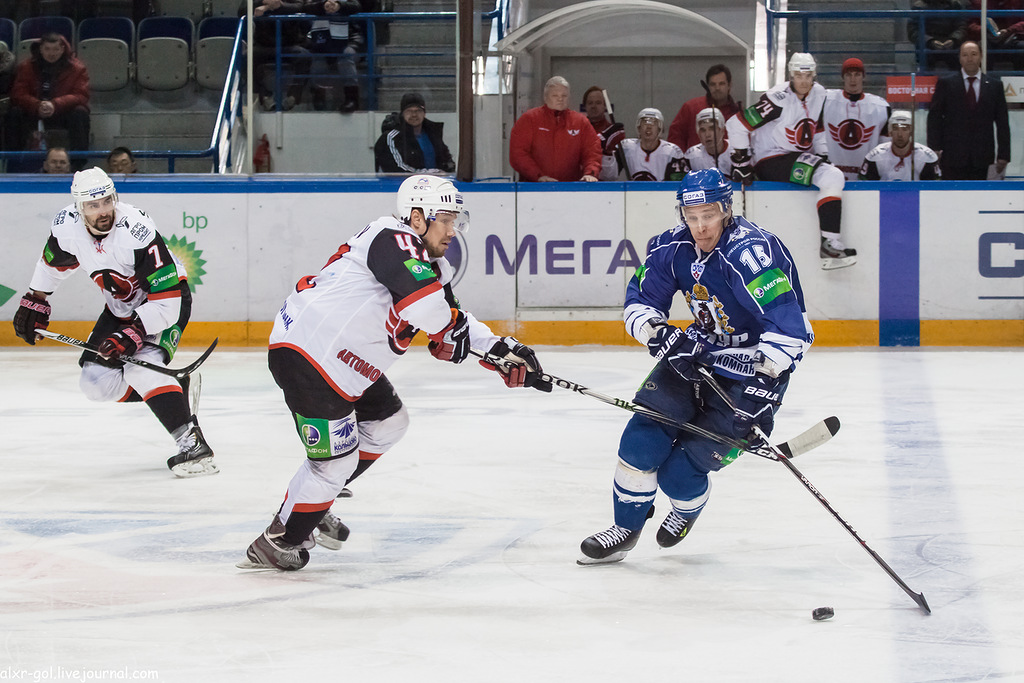
Denis Sokolow (Bildmitte) im Trikot von Awtomobilist Jekaterinburg (2013)

Auch die Saison 2002/03 begann Sokolow bei Ak Bars Kasan, wechselte jedoch bereits nach nur einem Spiel innerhalb der Superliga zu Molot-Prikamje Perm, für das er in 33 Spielen ein Tor erzielte und fünf Vorlagen gab. Von 2003 bis 2007 stand er bei Neftechimik Nischnekamsk unter Vertrag, ehe er die Saison 2007/08 beim Spitzenverein Lokomotive Jaroslawl verbrachte, mit dem er im Playoff-Finale Salawat Julajew Ufa in der Best-of-Five-Serie mit 2:3 Siegen unterlag. Zur Saison 2008/09 kehrte er zu Neftechimik Nischnekamsk zurück, welches in der Zwischenzeit in die neu gegründete Kontinentale Hockey-Liga aufgenommen worden war. Die folgende Spielzeit verbrachte er beim HK Sibir Nowosibirsk. 
Zur Saison 2010/11 wurde er von Awtomobilist Jekaterinburg aus seiner Heimatstadt verpflichtet. In 49 Spielen für Awtomobilist erzielte er 25 Scorerpunkte, davon vier Tore, und stellte damit einen neuen persönlichen KHL-Rekord auf. Da Awtomobilist die Playoffs nicht erreichen konnte, wurde Sokolow bis Saisonende an Torpedo Nischni Nowgorod abgegeben. Für Torpedo blieb er bis Saisonende in fünf Spielen punktlos und erhielt zwei Strafminuten, ehe er zu Awtomobilist zurückkehrte.
Nach der Saison 2012/13 war er zunächst vereinslos, ehe er im Oktober 2013 vom HK Jugra Chanty-Mansijsk verpflichtet wurde.

## Erfolge und Auszeichnungen
- 2002 Russischer Vizemeister mit Ak Bars Kasan
- 2008 Russischer Vizemeister mit Lokomotive Jaroslawl

## KHL-Statistik
(Stand: Ende der Saison 2013/14)